# Рудольф фон Вальденфельс
Барон Рудольф фон Вальденфельс (нім. Rudolf Freiherr von Waldenfels; 23 вересня 1895, Інгольштадт — 14 серпня 1969, Роттах-Егерн) — німецький воєначальник, генерал-лейтенант вермахту (1 червня 1944). Кавалер Лицарського хреста Залізного хреста з дубовим листям.

## Біографія
Учасник Першої світової війни. Після демобілізації армії залишений в рейхсвері, служив в кавалерії. З 1 листопада 1936 року — командир 1-го дивізіону 17-го кінного полку. З 26 серпня 1939 року — командир 10-го, з 1 березня 1940 року — 24-го розвідувального батальйону. Учасник Польської і Французької кампаній. З 12 листопада 1940 року — командир 69-го, з 15 квітня 1941 року — 4-го стрілецького полку 6-ї танкової дивізії. Учасник Німецько-радянської війни, відзначився у боях під Ленінградом. З 1 квітня 1942 року — командир 6-ї стрілецької бригади. З 1 листопада 1942 року — начальник танкового училища в Парижі. З 22 серпня 1943 року — командир 6-ї танкової дивізії. Відзначився у боях в Каменець-Подільському котлі. З боями відступив в Угорщину, потім — в Австрію.

## Нагороди
- Залізний хрест
  - 2-го класу (16 жовтня 1915)
  - 1-го класу (27 квітня 1924)
- Орден «За заслуги» (Баварія) 4-го класу з мечами
- Почесний хрест ветерана війни з мечами
- Медаль «За вислугу років у Вермахті» 4-го, 3-го, 2-го і 1-го класу (25 років)
- Застібка до Залізного хреста
  - 2-го класу (24 вересня 1939)
  - 1-го класу (12 жовтня 1939)
- Нагрудний знак «За участь у загальних штурмових атаках» в сріблі
- Лицарський хрест Залізного хреста з дубовим листям
  - лицарський хрест (№374; 11 жовтня 1941)
  - дубове листя (№476; 14 травня 1944)
- Відзначений у Вермахтберіхт (22 березня 1944)